# 1. návštěvní expedice (ISS)
1. návštěvní expedice (rusky Первая экспедиция посещения, ЭП-1) na Mezinárodní vesmírnou stanici (ISS) byla krátkodobá výprava tří kosmonautů – Talgata Musabajeva, Jurije Baturina a prvního kosmického turisty Dennise Tita – na stanici, jejímž hlavním úkolem byla záměna lodi Sojuz sloužící jako záchranný člun pro stálou posádku stanice. První let neprofesionálního kosmonauta na ISS vyvolal několikaměsíční vzrušenou diskuzi mezi NASA a Roskosmosem.

## Posádka

### Hlavní
- Talgat Musabajev (3), velitel, Roskosmos (CPK)
- Jurij Baturin (2), palubní inženýr, Roskosmos (CPK)
- Dennis Tito (1), účastník kosmického letu, soukromník

V závorkách je uveden dosavadní počet letů do vesmíru včetně této mise.

### Záložní
- Viktor Afanasjev, velitel, Roskosmos (CPK)
- Konstantin Kozejev, palubní inženýr, Roskosmos (RKK Eněrgija)

## Průběh výpravy
Dne 1. listopadu 2000 přistála na Mezinárodní vesmírné stanici (IS) trojice kosmonautů Expedice 1. Toho dne začalo trvalé osídlení stanice lidmi. Základní posádky stanice byly tehdy (do havárie Columbie) střídány raketoplány, jako záchranné čluny jim sloužily lodě Sojuz. Sojuzy bylo nutno po půl roce střídat a provést střídání byl hlavní úkol krátkodobých návštěvních expedic, nazývaných také taxi-mise (taxi-mission). První střídání provedla na přelomu dubna a května 2001 1. návštěvní expedice (EP-1).

### Sestavení posádky
Posádka pro expedici byla zformována už v červenci 1997 ve složení Talgat Musabajev, Naděžda Kuželná, roli záložníků zaujali Vladimir Děžurov (už v říjnu 1997 nahrazený Valerijem Tokarevem) a Sergej Revin. Příprava k letu fakticky začala až na podzim 1999. V červenci 2000 se Musabajev vrátil do programu Mir a v posádce jej nahradil Viktor Afanasjev. O měsíc později, v srpnu 2000, v záloze zaměnil Revina Konstantin Kozejev.
Mezitím byl v rámci programu Mir v červnu 2000 oficiálně představen první soukromý zákazník Roskosmosu ochotný zaplatit si vesmírný let – americký podnikatel Dennis Tito. V srpnu zahájil výcvik ve Středisku přípravy kosmonautů (CPK) ve Hvězdném městečku. Přípravu přerušil v listopadu 2000 po rozhodnutí o ukončení letů na Mir. Vedení Roskosmosu ani Tito se nechtěli vzdát rozběhnuté spolupráce a situaci vyřešili přesunutím Američana do 1. návštěvní expedice na ISS. V prosinci 2000 tak byla sestavena nová posádka – velitel Talgat Musabajev, palubní inženýr Jurij Baturin a v roli účastníka kosmického letu Dennis Tito. V lednu 2001 byla reorganizována i záloha, nyní ve složení Afanasjev, Kozejev. V lednu 2001 zahájili čtyři ruští kosmonauti bezprostřední přípravu k letu, od února se k nim připojil i Tito.

### Odpor NASA k Titovi
Postoj Američanů se k Titovu letu prošel několika fázemi. Po počátečním přehlížení problému nastoupil ostrý nesouhlas, na který ruská strana reagovala neméně rozhodnou neústupností, podpořenou z nejvyšších míst (v dubnu Hvězdné městečko navštívil prezident Putin a osobně poblahopřál Titovi k letu).
Rusové považovali americké argumenty o nepřipravenosti neprofesionála na let a rizicích v případě havárie za neodůvodněné a zdůrazňovali Titův výcvik. Vedení NASA se pokoušelo přesvědčit Tita i Roskosmos alespoň k souhlasu s odložením letu na podzim, což ztroskotalo na jeho jasném odmítnutí a závazcích Roskosmosu.
Odpor NASA vyvrcholil v polovině března po příletu pětice kosmonautů obou posádek do Houstonu k týdennímu kursu seznámení se s americkým segmentem stanice. Představitelé NASA k překvapení Rusů začali i na veřejnosti označovat za člena posádky expedice astronauta ESA Thomase Reitera. V Johnsonovu vesmírném středisku nebyl Tito připuštěn k instruktáži, ale ruští kosmonauti odmítli pracovat v nekompletní sestavě, čímž Američany nepříjemně zaskočili. Druhý den po příkazu z Moskvy se výcvik rozeběhl pouze ve čtyřech, což Musabajev a Baturin později okomentovali slovy: „ztracený den jsme nahradili omezením přestávek na kávu, těch u nich bývá nepočítaně...“
Roskosmos stále trval na účasti Tita v letu, přičemž zaujal tvrdý postoj – nepoletí-li on, nepoletí nikdo a Sojuzy se nevystřídají, což by znamenalo nutnost dočasného přerušení obývání stanice. NASA nakonec dala souhlas s Titovým letem až 23. dubna za podmínek, že Tito bude spát v Sojuzu, v americkém segmentu stanice se bude pohybovat pouze s doprovodem, zaplatí vše, co v něm poláme a nevznese žádnou žalobu na NASA pokud v něm utrpí nějakou újmu.

### Potíže s datem startu
Start byl naplánován na 28. dubna a spojení s ISS na 30. dubna 2001. Dne 25. dubna se ale na ISS objevily problémy s počítači a komunikačním systémem, Američané se proto rozhodli odložit odlet raketoplánu (let STS-100, raketoplán se nacházel v sestavě ISS od 21. dubna) o dva dny do 30. dubna, což vyvolalo nutnost posunu i letu Sojuzu (při příletu ke stanici ještě před odpojení raketoplánu by Sojuz minul americký stroj pouze o 6 metrů, což bylo považováno za neúměrně riskantní). Středisko řízení letů v Koroljovu prohlásilo odklad za nemožný. Nakonec se dospělo k dohodě na startu v plánovanou dobu s tím, že v případě nutnosti Sojuz na oběžné dráze vyčká na odlet raketoplánu.

### Průběh letu
Trojice Musabajev, Baturin, Tito odstartovala do vesmíru 28. dubna 2001 v 7:37 UTC z kosmodromu Bajkonur v lodi Sojuz TM-32. Endeavour se 29. dubna po vyřešení problémů na ISS vzdálil a tak nic nebránilo připojení Sojuzu k ISS 30. dubna v 7:38 UTC.
Po spojení kosmonauti vyložili náklad pro stanici a zahájili vědecký program sestávající celkem z 11 experimentů. Musabajev se, jako i v předešlých letech, věnoval experimentům připraveným kazašskými vědci – snímkování vybraných oblastí Kazachstánu, pokusu Dastarchan – testům doplňků stravy sloužících k odvodu škodlivin z těla a tonizujících přídavků do čaje. Dále kosmonauti uskutečnili čtyři genetické výzkumy na muškách rodu Drosophila, fotografování zemského povrchu, a další fázi technologického experimentu Plazmový krystal (Плазменный кристалл). Na žádost kazašských partnerů Sojuz vezl i box s kazašskou vlajkou, ústavou, portrétem a knihou prezidenta, kapsli se zemí z Astany a korán (Tito zase vezl bibli). Dennis Tito fotografoval, natáčel a účastnil se několika tiskových konferencí. S letem byl velmi spokojený, kromě nevolnosti první den letu, se ve stavu beztíže cítil dobře a pobyt v kosmu si pochvaloval.
Dne 6. května 2001 v 2:21 UTC se posádka 1. návštěvní expedice v Sojuzu TM-31 odpoutala od ISS a ve 5:41 UTC přistála v severním Kazachstánu.